# Souconna
Souconna, ou Sauc-Onna est le nom de la déesse celte de la Saône. Ce nom était celui d'une source sacrée, située à Chalon-sur-Saône, nom utilisé par les légionnaires romains pour désigner l'ensemble de la rivière.

## Inscriptions
La déesse est mentionnée sur deux inscriptions, respectivement découvertes à Sagonne (Cher) et à Chalon-sur-Saône (Saône-et-Loire).